# Diplatia tomentosa
Diplatia tomentosa är en tvåhjärtbladig växtart som beskrevs av Bryan Alwyn Barlow. Diplatia tomentosa ingår i släktet Diplatia och familjen Loranthaceae. Inga underarter finns listade i Catalogue of Life.